# Cosmetus varius
Cosmetus varius is een hooiwagen uit de familie Cosmetidae.